# Joytime III
Joytime III è il terzo album in studio del disc jockey Marshmello pubblicato nel 2019.

## Brani
1. Down - 2:33
2. Run It Up - 2:23
3. Put Yo Hands Up (Feat Slushii) - 3:16
4. Let'S Get Down (Feat YULTRON) - 2:42
5. Sad Songs - 3:15
6. Set Me Free (Feat Bellecour) - 3:02
7. Room To Fall (Feat Flux Pavilion & Elohim) - 3:01
8. Angklung Life (Feat Wiwek) - 3:09
9. Earthquake (Feat TYNAN) - 2:28
10. Falling To Pieces (Feat Crankdat) - 2:46
11. Here We Go Again - 3:06
12. Rescue Me (Feat A Day to Remember) - 3:57
13. Proud - 3:11